# GNU Chess
GNU Chess es un motor de ajedrez de código abierto.
Es uno de los más antiguos juegos de ajedrez en computadora para los sistemas basados en Unix y ha sido portado hacia otras plataformas. El GNU Chess project (Proyecto de Ajedrez GNU) es además una de las partes más antiguas del proyecto GNU, habiendo comenzado en 1984, cuando Stuart Cracraft escribió la primera versión del programa. Todas las versiones entre la 2 y la 4, ambas inclusive, fueron escritas por John Stanback. La versión 5 la escribió Chua Kong-Sian. Fabien Letouzey es el autor principal de la actual versión 6. Docenas de programadores han contribuido a enriquecer el programa a lo largo del tiempo.
En ordenadores personales actuales, el nivel de juego de GNU Chess se encuentra aproximadamente entre maestro sénior y maestro internacional (2500+ ELO en hardware convencional basado en Intel Core 2 Duo), sin procesamiento paralelo, según la batería de pruebas IQ6.
El objetivo de GNU Chess es servir como base para la investigación. GNU Chess se ha usado en numerosas situaciones relacionadas con la investigación.
GNU Chess es software libre, licenciado bajo los términos de la licencia GPL, y lo mantienen un equipo colaborativo de desarrolladores. Casi siempre se usa con un programa GUI como el XBoard, aunque también permite jugar partidas de forma interactiva en un sencillo terminal de texto.
Las versiones iniciales del protocolo de comunicación con el motor de ajedrez de XBoard (Chess Engine Comunication Protocol) se basaban en la interfaz de la línea de comando de GNU Chess, que todavía se mantiene prácticamente íntegro. No obstante, la actual versión 6 también soporta el protocolo UCI (Universal Chess Interface).
En 2011, GNU Chess ha llevado a cabo la transición a la versión 6, la cual se basa en el motor de ajedrez Fruit 2.1 de Letouzey, un potente y depurado motor de búsqueda que utiliza masivamente aserciones para invariantes y tiene muy pocos fallos.

### Otros motores libres
- Crafty
- Fruit (ajedrez)

### Front ends
- glChess
- XBoard